# Shenzhen
Shenzhen (深圳) este un nou oraș în sudul Chinei, în apropiere de Hong Kong, Macao și Guangzhou, formând împreună cu acestea un megalopolis.
În 1979 era doar un sat de pescari, acum fiind o metropolă cu peste cinci milioane de locuitori (patru milioane în zona urbană propriu-zisă), prima Zonă Economică Specială. Este cel mai bogat oraș din China, raportat la PIB/capita (excluzând Hong Kong și Macao).

## Diviziuni administrative
Shenzhen este un oraș care are sub jurisdicție peste șapte districte din China:
|                          | Subdiviziune |           | Populație | Teritoriu |
| ------------------------ | ------------ | --------- | --------- | --------- |
|                          |              | din 2006  | km²       |           |
| Zona urbană Shenzhen     |              |           |           |           |
| ■ Luohu-qu               | 罗湖区       | 867,800   | 78.9      |           |
| ■ Futian-qu              | 福田区       | 1,182,200 | 79        |           |
| ■ Nanshan-qu             | 南山区       | 3,380,000 | 151       |           |
| ■ Yantian-qu             | 盐田区       | 218,700   | 72.63     |           |
| Zone suburbane și rurale |              |           |           |           |
| ■ Bao'an-qu              | 宝安区       | 3,380,000 | 712.95    |           |
| ■ Longgang-qu            | 龙岗区       | 1,900,000 | 844.07    |           |
| ■ Guangming xin-qu       | 光明新区     | n/a       | 89        |           |

## Personalități născute aici
- Lin Gaoyuan (n. 1995), sportiv la tenis de masă;
- Wang Qianyi (n. 1997), sportivă de înot sincron;
- Wang Xinyu (n. 2001), tenismenă

## Galerie de imagini

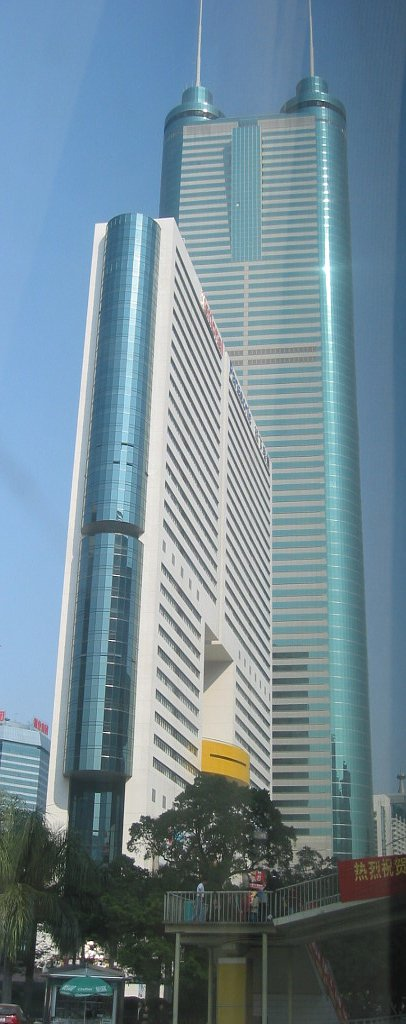
Piața Shun Hing. Turnul este pe locul opt în lume ca înălțime: 384 m.
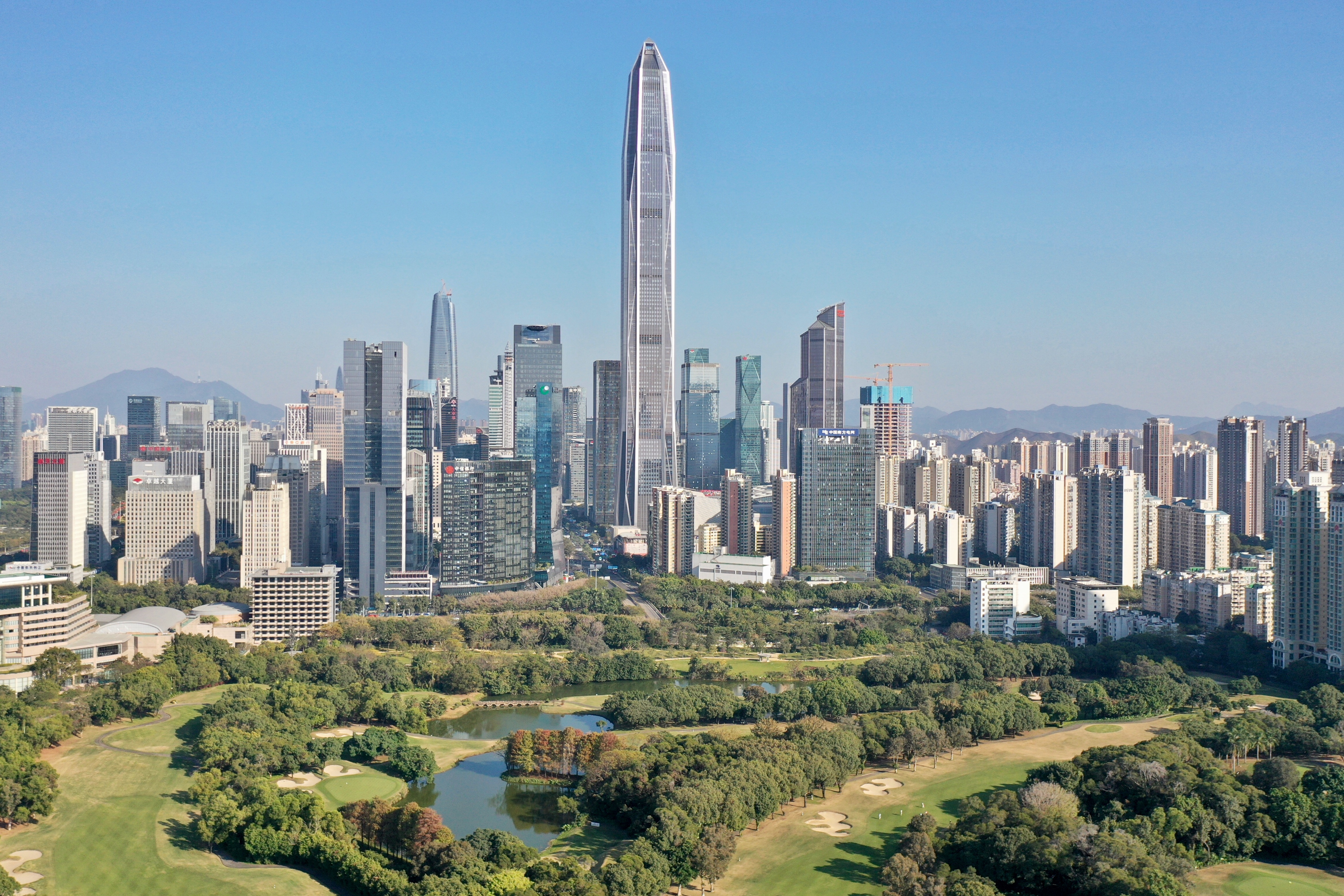
Skyline